# Semproniano
Semproniano là một đô thị ở tỉnh Grosseto thuộc vùng Tuscany, nằm ở vị trí cách khoảng 120 km về phía nam của Florence và khoảng 35 km về phía đông của Grosseto. Tại thời điểm ngày 31 tháng 12 năm 2004, đô thị này có dân số 1.278 người và diện tích là 81,3 km².
Semproniano giáp các đô thị sau: Castell'Azzara, Manciano, Roccalbegna, Santa Fiora, Sorano.

## Các địa điểm nổi bật
- Palazzo Civico và Palazzo dei Vicari Mediceo thời Trung cổ.
- Nhà thờ Santa Croce, đối diện là phế tích lâu đài Aldobrandeschi (Rocca).
- Lâu đài Catabbio, xây vào thế kỷ 12 bởi Aldobrandeschi và sau này Orsini của Pitigliano sử dụng
- Rocchette di Fazio.